# Ecuador Open Quito
Ecuador Open Quito byl profesionální tenisový turnaj mužů konaný v ekvádorské metropoli Quitu, jakožto úvodní ze čtyř událostí jihoamerické série Golden Swing.
Na okruhu ATP Tour se od roku 2015 řadil do kategorie ATP World Tour 250. Probíhal v únorovém termínu na otevřených antukových dvorcích Clubu Jacarandá, jakožto první antuková událost roku. V kalendáři sezóny 2019 jej nahradil argentinský turnaj Córdoba Open.

## Charakteristika
Ecuador Open Quito byl založen v roce 1979 a následující čtyři sezóny se hrál na okruhu Grand Prix, než byl roku 1982 zrušen. Od roku 2015 pak v kalendáři ATP Tour nahradil antukový Chile Open se sídlem ve Viña del Mar. Pořadatelem se stala společnost IMLA de Colombia, která také stojí za bogotským turnajem Claro Open Colombia.
Do soutěže dvouhry nastupovalo dvacet osm hráčů a čtyřhry se účastnilo šestnáct párů. Celková dotace v roce 2018 činila 561 346 dolarů. Nejlepším hráčem úvodní čtyřleté éry se v 80. letech stal Ekvádorec Andrés Gómez, jenž roku 1982 vybojoval singlový titul a další dva přidal ve čtyřhře s chilským tenistou Hansem Gildemeisterem.
Singlový vítěz obnovené události z roku 2015 Víctor Estrella Burgos získal v Quitu svůj premiérový turnajový titul na okruhu ATP Tour. Ve 34 letech se stal nejstarším hráčem v otevřené éře tenisu, jenž vybojoval svou první turnajovou trofej. Jako první dominikánský tenista také postoupil do finále singlového turnaje. Následně vyhrál v sezónách 2016 a  2017. Stal se tak třetím mužem otevřené éry tenisu, jenž dokázal vyhrát všechny tři úvodní ročníky turnaje ATP Tour a v této statistice navázal na Američana Michaela Changa z Pekingu a Rakušana Thomase Mustera z Mexico City.
Po odehrání Ecuador Open 2018 došlo ke zrušení turnaje a pořadatelská práva odkoupil Córdoba Open, probíhající od roku 2019 v argentinské Córdobě.

## Přehled finále

### Dvouhra
| Rok  | vítěz                   | finalista            | výsledek                |
| ---- | ----------------------- | -------------------- | ----------------------- |
| 1979 | Víctor Pecci            | José Higueras        | 2–6, 6–4, 6–2           |
| 1980 | José Luis Clerc         | Víctor Pecci         | 6–4, 1–6, 10–8          |
| 1981 | Eddie Dibbs             | David Carter         | 3–6, 6–0, 7–5           |
| 1982 | Andrés Gómez            | Loïc Courteau        | 6–3, 6–4                |
| 1983 | turnaj se nekonal       | turnaj se nekonal    | turnaj se nekonal       |
| 2014 | turnaj se nekonal       | turnaj se nekonal    | turnaj se nekonal       |
| 2015 | Víctor Estrella Burgos  | Feliciano López      | 6–2, 6–7(5–7), 7–6(7–5) |
| 2016 | Víctor Estrella Burgos  | Thomaz Bellucci      | 4–6, 7–6(7–5), 6–2      |
| 2017 | Víctor Estrella Burgos  | Paolo Lorenzi        | 6–7(2–7), 7–5, 7–6(8–6) |
| 2018 | Roberto Carballés Baena | Albert Ramos-Viñolas | 6–3, 4–6, 6–4           |

### Čtyřhra
| Rok  | vítězové                              | finalisté                         | výsledek          |
| ---- | ------------------------------------- | --------------------------------- | ----------------- |
| 1979 | Alvaro Fillol Jaime Fillol            | Iván Molina Jairo Velasco         | 6–7, 6–3, 6–1     |
| 1980 | Hans Gildemeister Andrés Gómez        | José Luis Clerc Belus Prajoux     | 6–3, 1–6, 6–4     |
| 1981 | Hans Gildemeister Andrés Gómez        | David Carter Ricardo Ycaza        | 7–5, 6–3          |
| 1982 | Jaime Fillol Pedro Rebolledo          | Egan Adams Rocky Royer            | 6–2, 6–3          |
| 1983 | turnaj se nekonal                     | turnaj se nekonal                 | turnaj se nekonal |
| 2014 | turnaj se nekonal                     | turnaj se nekonal                 | turnaj se nekonal |
| 2015 | Gero Kretschmer Alexander Satschko    | Víctor Estrella Burgos João Souza | 7–5, 7–6(7–3)     |
| 2016 | Pablo Carreño Busta Guillermo Durán   | Thomaz Bellucci Marcelo Demoliner | 7–5, 6–4          |
| 2017 | James Cerretani Philipp Oswald        | Julio Peralta Horacio Zeballos    | 6–3, 2–1skreč     |
| 2018 | Nicolás Jarry Hans Podlipnik-Castillo | Austin Krajicek Jackson Withrow   | 7–6(8–6), 6–3     |

## Galerie

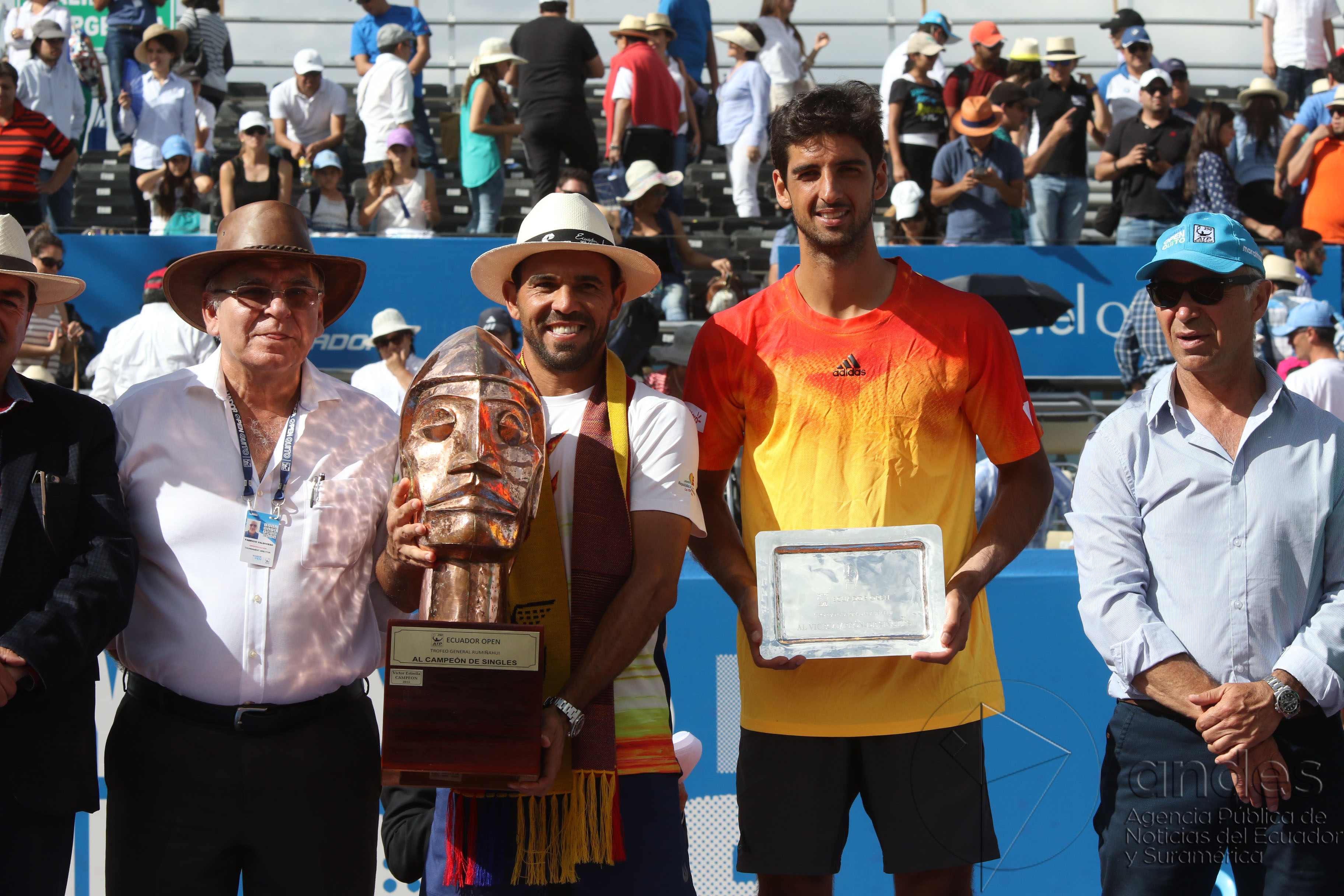
Víctor Estrella (druhý zleva), Thomaz Bellucci (druhý zprava), 2016
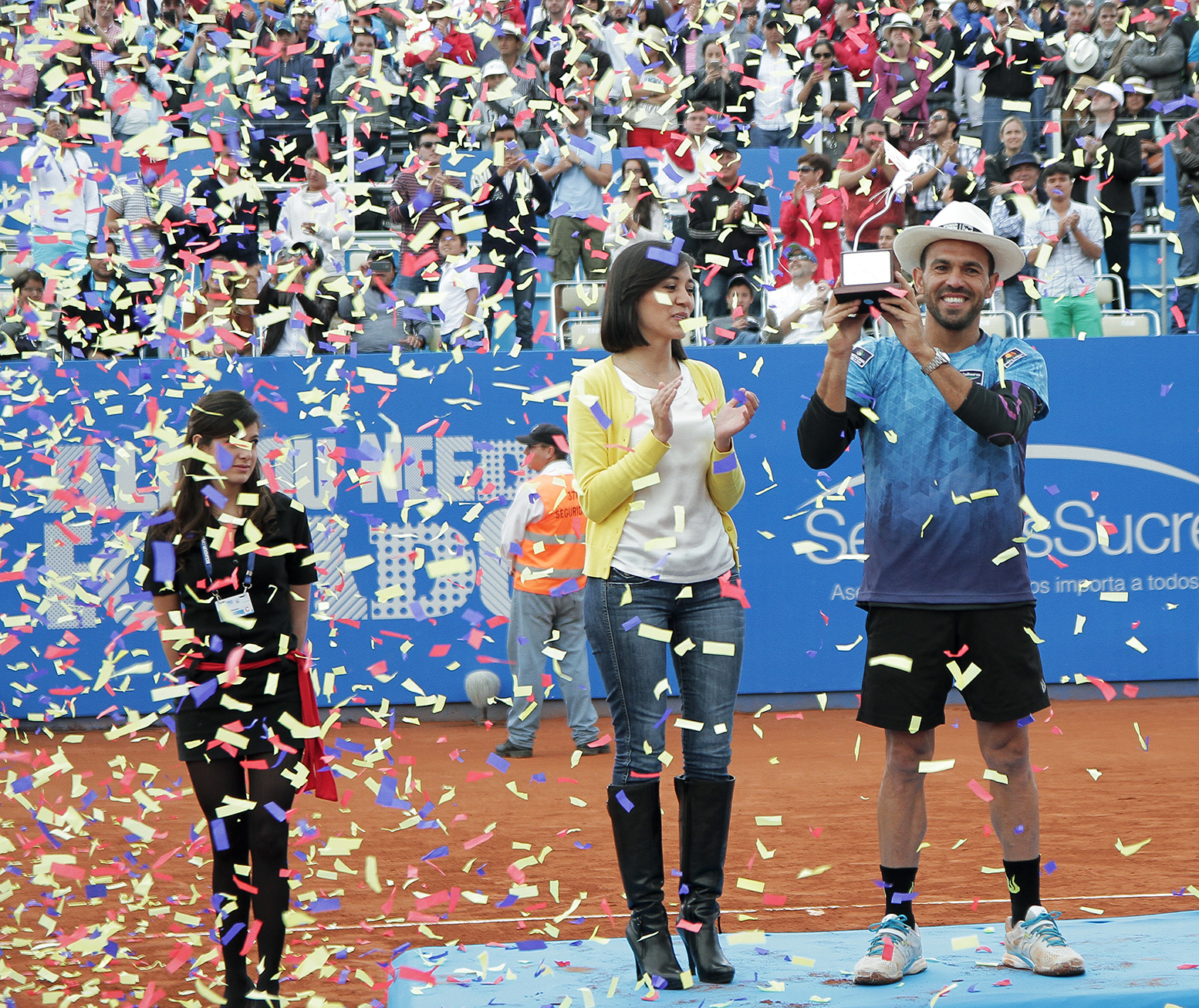
Víctor Estrella, 2015